# Devery Karz
Devery Karz, född 18 februari 1988, är en amerikansk roddare.
Karz tävlade för USA vid olympiska sommarspelen 2016 i Rio de Janeiro, där hon tillsammans med Kate Bertko slutade på 10:e plats i lättvikts-dubbelsculler.